# The Rocky and Bullwinkle Show
The Rocky and Bullwinkle Show est le titre désignant deux séries télévisées d'animation américaines :
- Rocky and his friends (1959-1961)
- The Bullwinkle Show (1961-1964)

La série est créée par Jay Ward, Alex Anderson et Bill Scott, et diffusée entre le 19 novembre 1959 et le 27 juin 1964 sur ABC (1959-1961) puis sur NBC (1961-1964). Cette série est inédite dans les pays francophones.
Rocky and Bullwinkle bénéficie d'une grande popularité durant les années 1960. Une part de ce succès vient de la cible du programme, à la fois les enfants et les adultes. Les personnages loufoques et les scénarios absurdes attiraient les enfants, tandis que le savant usage des jeux de mots et des références à l'actualité appelaient un public adulte. Cependant, l'animation de la série a été critiquée, certains la décrivant même comme une émission de radio bien écrite, avec des images.
Amazon Video annonce la nouvelle série animée Les Aventures de Rocky et Bullwinkle et elle est diffusée le 11 mai 2018 en streaming.